# Adjaha
Adjaha est l'un des sept arrondissements de la commune de Grand-Popo dans le département du Mono au Bénin. Il est composé de 8 villages : Adjaha, Conho, Cotocoli, kpovidji, Seho condji, Todjonoukoin, Tokpa monoto, Tokpa aïzo.

## Géographie

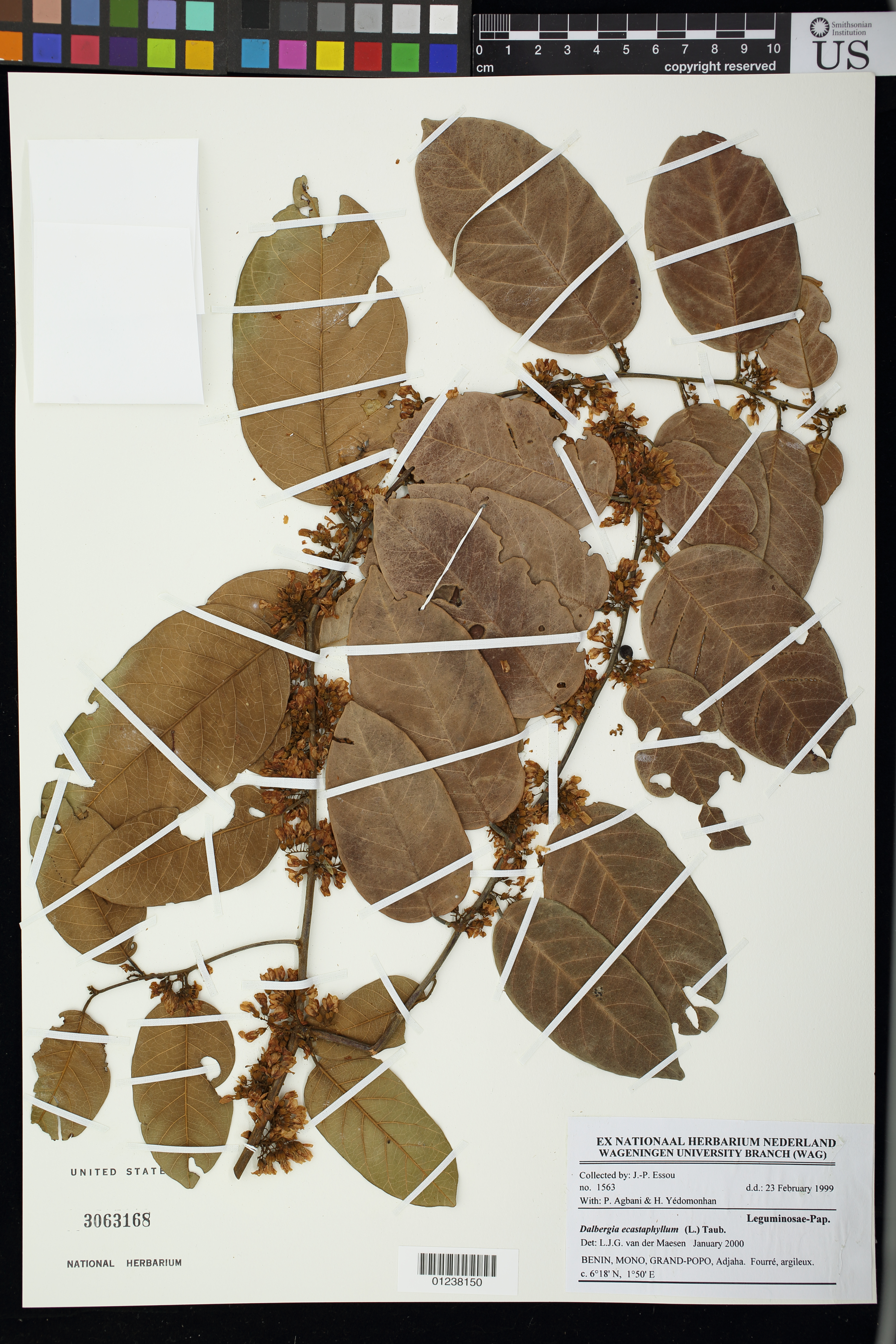
Spécimen de Dalbergia ecastaphyllum récolté à Adjaha.

Adjaha est situé au sud-ouest du Bénin et compte 8 villages que sont Adjaha, Conho, Cotocoli, Kpovidji, Sèho-Condji, Todjonoukoin Tokpa-Monoto et Tokpa-Aïzo.

## Histoire
Adjaha est une ville du sud-ouest du Bénin. Située au centre de Grand-Popo, cette localité est peuplée par les pedah, les adja, les mina, les Kotafon. L'histoire d'Adjaha au XVIe siècle est marquée par les guerriers et hommes vaillants de la Région qui se sont regroupés pour lutter contre les animaux féroces qui dévoraient les femmes et les enfants lorsque les hommes allaient aux champs. Ainsi, le marché d'Adjaha fut un grand marché qui s'animait tous les six jours selon le programme local. Les hommes vaillants montaient la garde pour protéger les villageois et surtout les femmes  de tous les villages environnants comme Grand-Popo, Djanglanmey, Comé, qui vont au  marché d'Adjaha. Le fleuve mono est aussi un atout pour cette localité du sud-Bénin. Les autorités luttent contre le braconnage car certaines espèces animales sont menacées. Ils cultivaient et vendaient du produit du palmier à huile aux Européennes lors de la traite négrier aux XVIIe et XVIIIe siècles. Les femmes travaillent l'argile et fabriquent des paniers. En matière de religion, le peuple d'Adjaha était auparavant animiste mais la plupart se sont depuis convertis au christianisme.

## Démographie
Selon le recensement de la population de 2013 conduit par l'Institut national de la statistique et de l'analyse économique (INSAE), Adjaha compte 6 877 habitants  .